# Liberty Township (comté de Barry, Missouri)
Liberty Township est un township du comté de Barry dans le Missouri, aux États-Unis,. En 2000, le township comptait une population de 1 105 habitants. Fondé en 1858, il est baptisé en référence à la liberté.

## Source de la traduction
- (en) Cet article est partiellement ou en totalité issu de l’article de Wikipédia en anglais intitulé « Liberty Township, Barry County, Missouri » (voir la liste des auteurs).